# Piñeiro (Bóveda)
Piñeiro es una localidad del municipio de Bóveda, en la provincia de Lugo, España. Pertenece a la parroquia de Martín.
Se encuentra a 500 metros de altitud junto al Rego do Basco. En 2022 tenía una población de 2 habitantes, 2 hombres y 0 mujeres.